# 南市场
南市场，又称南市、“八卦街”，是沈阳市和平区十一纬路与十二纬路，南三经街与南五经街之间和其周边区域的名称。与其附近区域组成南市场街道，北部有沈阳地铁南市场站。

## 历史
1918年，张作霖为促进民族工商业发展，下令开辟南市场和北市场。南市场督建由奉天省长王永江负责，具体事务由奉天省城商埠局第一任局长赵景琪负责，奉天商埠局的工程科长何毅夫负责执行。商埠局在划定南市场地域后，划出地号进行承租抽签招标，并于1919年开工。
东北军阀汤玉麟、吴俊升等人在建筑规划上主张，南市场兴建中要渗入兵家谋略理念，使其成为既有御敌除邪之图，又有消遣娱乐之意的市场。于是，何毅夫决定按照中国古代八卦的内容：乾、坎、艮、震、巽、离、坤、兑各项命名街名。中心设一广场，命名华兴场。由华兴场伸出的四条大街被分别命名为乾元路、艮元路、巽从路、坤后路，即四象路。再由四象生八卦即所谓八隅的坎生路、震东路、离明路、兑金路。以上八条路合称八卦街。